# Runnin
Runnin è un singolo del rapper britannico 21 Savage e del produttore discografico Metro Boomin, pubblicato il 13 ottobre 2020 come primo estratto dall'album Savage Mode II.

## Descrizione
Runnin è il primo estratto dall'album in studio dei due artisti Savage Mode II. Metro Boomin ha utilizzato un ritmo frenetico che campiona la canzone del febbraio 1976 di Diana Ross, I Thought It Took a Little Time.

## Video musicale
Il video musicale è stato pubblicato 15 ore dopo l'uscita dell'album. È stato diretto da LEFF e girato nell'agosto del 2020 ad Atlanta. Nell'introduzione del video appaiono le seguenti parole: "Il 26 gennaio 2020, Savage ha vinto il Grammy per la migliore canzone rap. Il 26 agosto 2020, lui e Metro (Boomin, ndr) hanno portato il premio ad Atlanta". Nel videoclip, 21 Savage fa un tour attraverso la sua città natale, Atlanta, mentre mostra il suo primo Grammy Award, che ha vinto nel gennaio 2020 per la migliore canzone rap assegnatogli per il singolo A Lot. Per condividere la celebrazione della sua vittoria, 21 fa viaggiare il trofeo attraverso le mani di vari residenti locali. Metro Boomin, nel frattempo, rende omaggio al duo rap Three 6 Mafia, sfoggiando il loro nome sulla sua maglietta e indossando un cappello ispirato allo slogan MAGA, che recita “Make DJ Paul and Juicy J Three 6 Mafia again”.

## Tracce
Testi e musiche di Abraham-Joseph, Leland Wayne, Ruben Bailey, Michael Masser, Pamela Sawyer.
1. Runnin – 3:25

## Classifiche
| Classifica (2020) | Posizione massima |
| ----------------- | ----------------- |
| Austria           | 65                |
| Belgio (Fiandre)  | 74                |
| Canada            | 13                |
| Francia           | 115               |
| Grecia            | 29                |
| Irlanda           | 28                |
| Lituania          | 29                |
| Norvegia          | 30                |
| Paesi Bassi       | 76                |
| Regno Unito       | 43                |
| Stati Uniti       | 9                 |
| Svezia            | 57                |
| Svizzera          | 28                |